# Franco Fontana (fotografo)

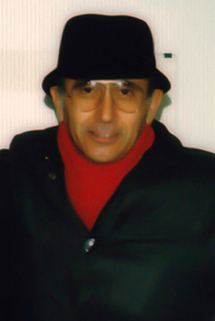
Franco Fontana nel 1982

Franco Fontana (Modena, 9 dicembre 1933) è un fotografo, fotoreporter e scrittore italiano.

## Biografia
Comincia a fotografare nel 1961. Frequentatore dei "Fotoclub", la sua attività è prevalentemente amatoriale, anche se svolge ricerche estetiche su diversi temi. Molto rilevanti saranno quelle dedicate all'espressione astratta del colore, svolte in un periodo in cui l'astrattismo in fotografia era da ricercarsi esclusivamente nel bianco e nero.
Nel 1963 espone alla Terza Biennale Internazionale del Colore a Vienna; l'anno dopo Popular Photography gli pubblica, per la prima volta, un portfolio con testo di Piero Racanicchi. Tiene le prime esposizioni personali nel 1965 a Torino (Società fotografica Subalpina) e nel 1968 a Modena (Galleria della Sala di Cultura). L'esposizione nella città natale segna una svolta nella sua ricerca. 
La sua complessa attività e il rilievo internazionale della sua produzione possono essere compendiati in alcune cifre. Gli sono stati dedicati oltre 70 libri, pubblicati da editori italiani, francesi, tedeschi, svizzeri, spagnoli, americani e giapponesi. Ha esposto in musei pubblici e gallerie private di tutto il mondo; oltre 400 sono le mostre personali e di gruppo che ha finora tenuto. 
Le sue opere sono conservate in oltre cinquanta musei in tutto il mondo, fra i quali: International Museum of Photography, Rochester; Museum of Modern Art, New York; Museum of Fine Arts, San Francisco; Museum Ludwig, Colonia; Musée d'Art Moderne de la Ville de Paris; Victoria and Albert Museum, Londra; Stedelijk Museum, Amsterdam; Kunsthaus di Zurigo; Galleria civica d'arte moderna e contemporanea, Torino; The Photographic Museum, Helsinki; Museo Puškin delle belle arti, Mosca; The University of Texas, Austin; Museum of Modern Art, Norman, Oklahoma; Museo d'Arte di San Paolo; Israel Museum, Gerusalemme; Museo Metropolitano, Tokyo; Galleria Nazionale di Pechino; The Australian National Gallery, Melbourne; The Art Gallery of New South Wales, Sydney; e in altre gallerie private. 
Ha ottenuto importanti riconoscimenti e premi, in Italia e all'estero. Ha collaborato e collabora con riviste e quotidiani: Time-Life, Vogue USA, Vogue France, Il Venerdì di Repubblica, Sette, Panorama, Epoca, Class, Frankfurter Allgemeine, New York Times. 
Tra le tante campagne pubblicitarie da lui firmate, vanno almeno ricordate quelle per: Fiat, Volkswagen, Ferrovie dello Stato, Snam, Sony, Volvo, Versace, Canon, Kodak, Robe di Kappa. 
Ha tenuto workshop e conferenze all'estero (Guggenheim Museum, New York; Institute of Technology, Tokyo; Accademia di Bruxelles; Università di Toronto; Parigi; Arles; Rockport; Barcellona; Taipei) e in numerose città italiane (tra le tante: Torino, Politecnico; Roma) e ha collaborato con il Centro Georges Pompidou, nonché con i Ministeri della Cultura di Francia e Giappone. È stato direttore artistico del Toscana FotoFestival.

## Mostre
- 1980 Photography Centre, Atene
- 1985 Musée Réattu, Arles
- 1985 Akademie der Künste, Berlino Ovest
- 1988 Centrumvoor Fotografie, Amsterdam
- 1988 Musée d'art moderne de la Ville de Paris, Parigi
- 1988 Museum Ludwig, Colonia
- 1990 Metropolitan Museum of Photography, Tokyo
- 1991 Espace Photo, Parigi
- 1992 Palazzo Re Enzo, Bologna
- 1996 American House, Berlino
- 2000 Galleria Civica, Modena
- 2000 Museo Scavi Scaligeri, Verona
- 2001 Galleria Civica d'Arte Moderna e Contemporanea, Torino
- 2002 Palazzo Magnani, Reggio Emilia
- 2004 Palazzo Reale, Milano
- 2005 Magazzini del Sale, Venezia
- 2007 Maison européenne de la photographie, Parigi
- 2007 Museo de Arte Moderno, Buenos Aires
- 2008 Biennale Internazionale di Fotografia, Mosca
- 2024 Franco Fontana. Retrospective, Museo dell'Ara Pacis, Roma

## Opere letterarie
- Skyline, Punto e Virgola e Contrejour, Modena e Parigi 1978
- Kaleidoscope, Art&, Milano 1990
- Franco Fontana, Federico Motta Editore, Milano 1994
- Polaroids, Federico Motta Editore, Milano 1997
- Sorpresi nella luce americana, Federico Motta Editore, Milano 1999
- Franco Fontana, Leonardo Arte, Milano 2000
- Route 66, Skira, Milano 2002
- Franco Fontana, Federico Motta Editore, Milano 2003
- Franco Fontana: Retrospettiva. Logos, Roma 2005

## Riconoscimenti e premi
- 1974 Colonia Photokina di Colonia, Kodak Photobucpreis - Baden Württemberg
- 1983 Stoccarda Prix 1983 - Farbfoto Kalender
- 1984 Modena XXVIII Ragno d'Oro - UNESCO Premio per l'Arte
- 1989 Roma Premio della Cultura - Presidenza del Consiglio dei Ministri.
- 1990 Tokyo Photographic Society of Japan - The 150 Years of Photography Photographer Award
- 1991 Gorizia Premio Friuli Venezia Giulia
- 1992 Venezia Premio fotografico Città di Venezia
- 1993 Sorrento Premio Città di Sorrento per la fotografia
- 1993 Cordoba Premio Guitarra 1993
- 1994 Pisa Premio Pisa per la Fotografia per il 650º anniversario della fondazione dell'Ateneo pisano
- 1995 Torino Premio FIAF - Consiglio direttivo della FIAF nomina di Maestro Fotografo Italiano per la sua attività a favore della fotografia e della FIAF
- 1995 Spilimbergo Premio “Friuli Venezia Giulia per la fotografia”
- 1998 Benevento Premio “Una vita per la fotografia”
- 2000 Vignola Premio “Ciliegia d'oro”
- 2006 Torino Laurea Magistrale ad Honorem dal Consiglio della Facoltà di architettura del Politecnico di Torino in Design eco compatibile
- 2012 Premio alla carriera dal Nettuno Photofestival "Attraverso le pieghe del tempo"
- Nel 2013 l'artista ha prestato alcune delle sue maggiori opere al progetto It@rt, creando una serie di t-shirt certificate e in edizione limitata.

## Curiosità
Nel 2016 una foto del Maestro Franco Fontana viene utilizzata come copertina dell'album I maestri del colore, della band Corde Oblique.
Una foto di Franco Fontana compare sulla copertina di Sargasso Sea di John Abercrombie e Ralph Towner del 1976.